# Відкритий чемпіонат Японії з тенісу 1995
Відкритий чемпіонат Японії з тенісу 1995 - чоловічий і жіночий тенісний турнір, що проходив на відкритих кортах з твердим покриттям Ariake Coliseum у Токіо (Японія). Належав до турнірів серії Campionship в рамках Туру ATP 1995, а також серії Tier III в рамках Туру WTA 1995. Відбувсь удвадцятьдруге і тривав з 10 до 16 квітня 1995 року. Джим Кур'є і Емі Фрейзер здобули титул в одиночному розряді.

## Фінальна частина

### Одиночний розряд, чоловіки
Джим Кур'є —  Андре Агассі 6–3, 6–4
- Для Кур'є це був 4-й титул за сезон і 22-й - за кар'єру.

### Одиночний розряд, жінки
Емі Фрейзер —  Кіміко Дате 7–6, 7–5
- Для Фрейзер це був єдиний титул за сезон і 8-й — за кар'єру.

### Парний розряд, чоловіки
Марк Ноулз /  Джонатан Старк —  Джон Фіцджеральд /  Андерс Яррід 6–3, 3–6, 7–6
- Для Ноулза це був 1-й титул за рік і 3-й - за кар'єру. Для Старка це був 2-й титул за сезон і 14-й - за кар'єру.

### Парний розряд, жінки
Міхо Саекі /  Юка Йосіда —  Наґацука Кьоко /  Ай Суґіяма 6–7, 6–4, 7–6
- Для Саекі це був єдиний титул за сезон і 1-й — за кар'єру. Для Йосіди це був єдиний титул за сезон і 1-й — за кар'єру.